# Dmitri Rodin
Dmitri Rodin ros. Дмитрий Родин, do 2011 jako Dmitri Suur ros. Дмитри Суур (ur. 25 lutego 1975 w Tallinnie, Estońska SRR) – estoński hokeista pochodzenia rosyjskiego. Wielokrotny reprezentant Estonii, pełniący w barwach narodowych funkcję kapitana. Działacz i trener hokejowy.

## Kariera
- LNSK Narva (1990-1991)
- Tallinna JSK (1991-1993)
- Krylja Sowietow Moskwa (1993-1994)
- Pārdaugava Ryga (1994-1995)
- Utah Grizzlies (1996)
- Detroit Vipers (1996)
- Flint Generals (1996-1997)
- Rochester Americans (1997)
- Detroit Vipers (1997)
- Kalamazoo Wings (1997)
- Long Beach Ice Dogs (1997)
- Flint Generals (1997-1998)
- Winston-Salem IceHawks (1998-1999)
- Detroit Vipers (1999)
- Flint Generals (1999-2000)
- Slovan Bratysława (2000-2001)
- HC Energie Karlowe Wary (2001-2005)
- Herning Blue Fox (2005)
- Adirondack Frostbite (2005-2006)
- Tallinna Stars (2006)
- HK Nitra (2006-2008)
- Podhale Nowy Targ (2008)
- HK Nitra (2008)
- HC Csíkszereda (2008-2009)
- Podhale Nowy Targ (2009-2010)
- Ciarko KH Sanok (2010-2011)
- Hull Stingrays (2011-2012)
- Sheffield Steeldogs (2012)
- Telford Tigers (2012)
- Hull Stingrays (2013)

Podczas kariery zawodniczej od początku lat 90. występował w klubach ligi estońskiej i rosyjskiej. Od sezonu 1995/1996 do 2000 oraz w sezonie 2005/2006 grał w ligach Ameryki Północnej: Saskatchewan Junior Hockey League (SJHL), IHL, Colonial Hockey League (CoHL), UHL. W barwach Flint Generals w tym czasie występował wówczas Dariusz Zabawa. Po powrocie do Europy występował w klubach czeskiej ekstraligi, słowackiej ekstraligi, polskiej ekstraligi, superligi duńskiej oraz MOL Liga. Od maja 2011 do maja 2012 był graczem angielskiego klubu Hull Stingrays, występującego w brytyjskiej lidze Elite Ice Hockey League (EIHL). Był to 23 klub w jego karierze. Następnie został zawodnikiem Sheffield Steeldogs, klubu z drugiej klasy rozgrywkowej w Wielkiej Brytanii – English Premier Ice Hockey League (EPIHL). W grudniu 2012 roku został zwolniony z klubu, po czym po czym podpisał kontrakt z klubem Telford Tigers. W styczniu 2013 roku został ponownie graczem Hull Stingrays. Po sezonie 2012/2013 zakończył karierę zawodniczą.
W trakcie kariery zyskał pseudonim Dima.
W barwach Estonii uczestniczył w turniejach mistrzostw Europy do lat 18 w 1993 (Grupa C), mistrzostw świata juniorów do lat 20 w 1995 (Grupa C2) oraz w turniejach seniorskich mistrzostw świata w 1994 (Grupa C2), 1995 (Grupa C), 2009, 2010 (Dywizja II), 2011 (Dywizja I), 2012(Dywizja II), 2013 (Dywizja I). W czterech ostatnich edycjach MŚ był kapitanem kadry narodowej.
Podczas turnieju mistrzostw świata edycji 2014 (Dywizja IIA) był menedżerem reprezentacji Estonii. Od września 2015 był asystentem trenera w angielskim klubie Incicta Dynamos z Gillingham w lidze NIHL (English National Ice Hockey League) South Division 1. Potem na turniejach MŚ edycji 2019 (Dywizja IB), kwalifikacji kwalifikacyjnym z 2020 do Igrzysk Olimpijskich w Pekinie był asystentem trenera kadry Estonii.

## Sukcesy
Reprezentacyjne
- Awans do mistrzostw świata Dywizji I: 2010, 2012 z Estonią

Klubowe
- Tarry Cup – mistrzostwo CoHL: 1997 z Flint Generals
- Finał o mistrzostwo UHL: 1998 z Flint Generals
- Colonial Cup – mistrzostwo UHL: 2000 z Flint Generals

- Trzecie miejsce w Pucharze Kontynentalnym: 2001 ze Slovanem Bratysława
- Brązowy medal mistrzostw Słowacji: 2001 ze Slovanem Bratysława
- Brązowy medal mistrzostw Polski: 2008 z Podhalem Nowy Targ
- Złoty medal MOL Ligi: 2009 z HC Csíkszereda
- Złoty medal mistrzostw Polski: 2010 z Podhalem Nowy Targ
- Puchar Polski: 2010 z Ciarko KH Sanok
- Półfinał EIHL: 2012

Indywidualne
- Mistrzostwa Świata w Hokeju na Lodzie 2009/II Dywizja:
  - Drugie miejsce w klasyfikacji asystentów turnieju: 10 asyst[11]
  - Pierwsze miejsce w klasyfikacji kanadyjskiej wśród obrońców turnieju: 13 punktów[12]
  - Pierwsze miejsce w klasyfikacji +/− turnieju: +21[13]
  - Najlepszy zawodnik reprezentacji na turnieju[14]
  - Najlepszy obrońca turnieju[15]
- Mistrzostwa Świata w Hokeju na Lodzie 2010/II Dywizja:
  - Drugie miejsce w klasyfikacji asystentów turnieju: 13 asyst[16]
  - Drugie miejsce w klasyfikacji kanadyjskiej turnieju: 18 punktów[17]
  - Czwarte miejsce w klasyfikacji +/− turnieju: +17[18]
  - Pierwsze miejsce w klasyfikacji strzelców wśród obrońców turnieju: 5 goli[19]
  - Pierwsze miejsce w klasyfikacji asystentów wśród obrońców turnieju: 13 asyst
  - Pierwsze miejsce w klasyfikacji kanadyjskiej wśród obrońców turnieju: 18 punktów
  - Najlepszy zawodnik reprezentacji na turnieju[20]
  - Najlepszy obrońca turnieju[21]

## Życie prywatne
Od urodzenia nazywał się Dmitrij Rodin. Następnie przybrał nazwisko pierwszej żony i przez wiele lat występował jako Dmitri Suur (jego nazwisko oznaczało duży / wielki). Dzięki temu mógł reprezentować barwy Estonii. Jego żona i dzieci mieszkały w Luksemburgu. W 2005 roku estoński minister kultury Raivo Palmaru nadał mu specjalną zasługę obywatelstwa Estonii za osiągnięcia w hokeju na lodzie. W lipcu 2011 po raz kolejny ożenił się i powrócił do pierwotnego nazwiska.